# Эвенсон, Александр Моисеевич
Александр Моисеевич Эвенсон (17 мая 1892, Житомир — 1919, Киев) — шахматист, мастер (1913). Редактор шахматного отдела газеты «Киевская мысль» (1914). Юрист.

## Биография
Окончил гимназию в Житомире. С 1909 года жил в Киеве, окончил юридический факультет Императорского университета Святого Владимира в Киеве. Участник Первой Мировой войны, служил в кавалерии, принимал участие в боях, был ранен. Георгиевский кавалер.
Во время Гражданской войны работал следователем революционного трибунала ЧК Киева. Расстрелян деникинцами в Киеве.
А. А. Алехин и Х. Р. Капабланка считали Эвенсона одним из наиболее талантливых шахматистов своего поколения. На Всероссийском турнире мастеров в 1914 году опередил Е. Д. Боголюбова, Г. С. Сальве, С. З. Алапина, С. Н. Фреймана, С. М. Левитского, Ж. Таубенгауза.

## Семья
- Отец — Моисей Самойлович Эвенсон (1866, Ковно — после 1944), журналист[1].
- Мать — Сарра Максимовна Эвенсон, журналистка (литературный псевдоним С. Максимов), сотрудник газеты «Волынь», убита немцами в Киеве в 1941 году (выброшена из окна на улице Горького, дом № 4)[2].
- Старший брат — Илья; младший брат — Семён (Георгиевский кавалер, погиб в 1915 году на германском фронте под Бучачем).
- Дочь — Эльга.

## Спортивные достижения
| Год       | Город           | Соревнование                               | + | − | = | Результат | Место |
| --------- | --------------- | ------------------------------------------ | - | - | - | --------- | ----- |
| 1913      | Киев            | Чемпионат Киева                            | 3 |   |   | из        |       |
|           | Санкт-Петербург | Всероссийский турнир любителей             | 6 | 0 | 1 | 6½ из 7   | 1     |
| 1913 / 14 | Санкт-Петербург | Всероссийский турнир мастеров              | 8 | 7 | 2 | 9 из 17   | 9     |
| 1914      | Санкт-Петербург | Международный турнир по молниеносной игре  |   |   |   | из        | 2     |
|           | Киев            | Матч-турнир 4 сильнейших шахматистов Киева | 8 | 1 | 3 | 9½ из 12  | 1     |
| 1916      | Киев            | Показательные партии с А. А. Алехиным      | 1 | 2 | 0 | 1 из 3    |       |